# میکروسکوپ الکترونی عبوری روبشی

طرح‌وارهٔ میکروسکوپ الکترونی عبوری روبشی

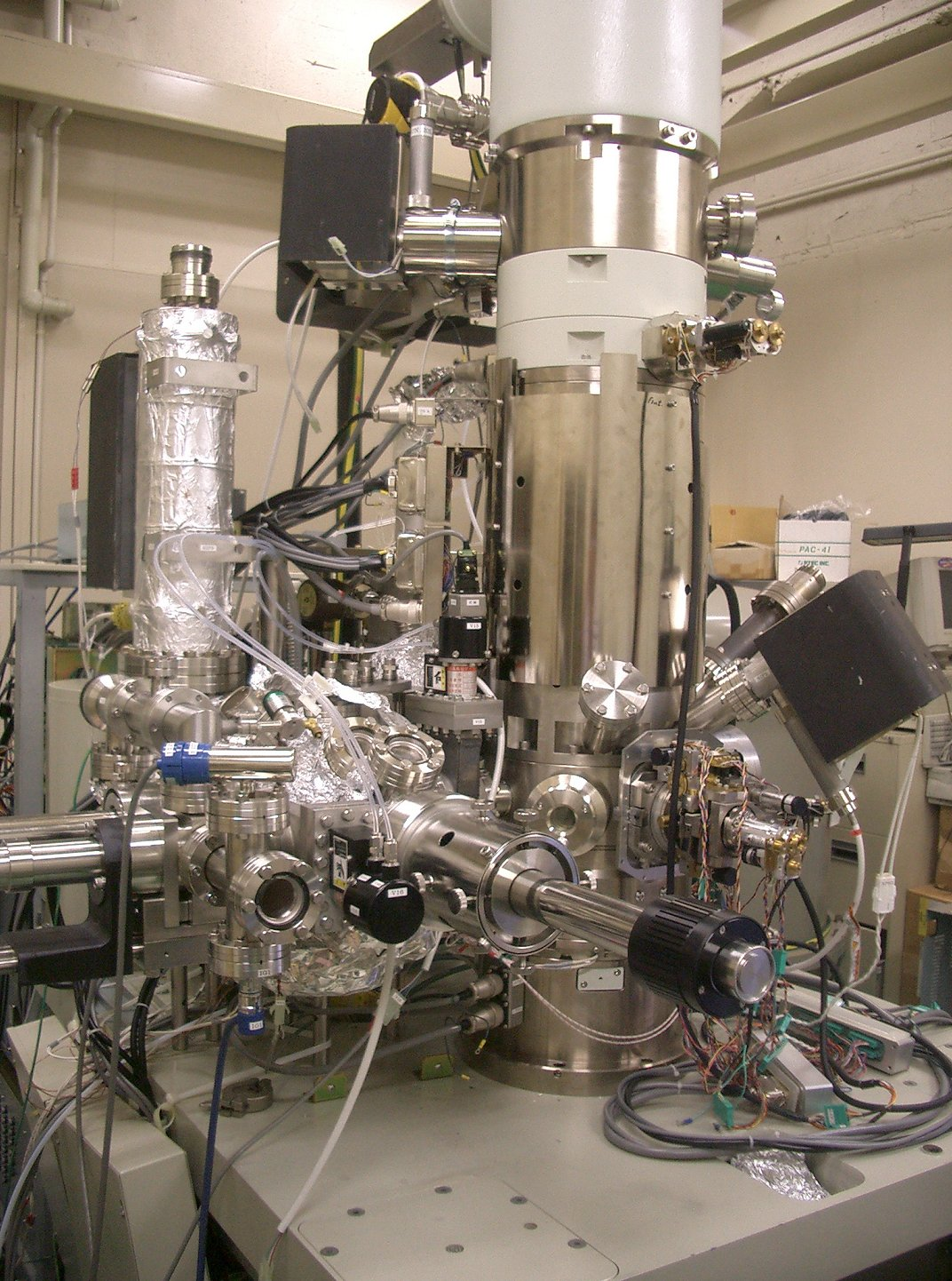
میکروسکوپ الکترونی عبوری روبشی با خلأ فوق بالا مجهز به اصلاح‌کنندهٔ درجه سوم ابیراهی کروی

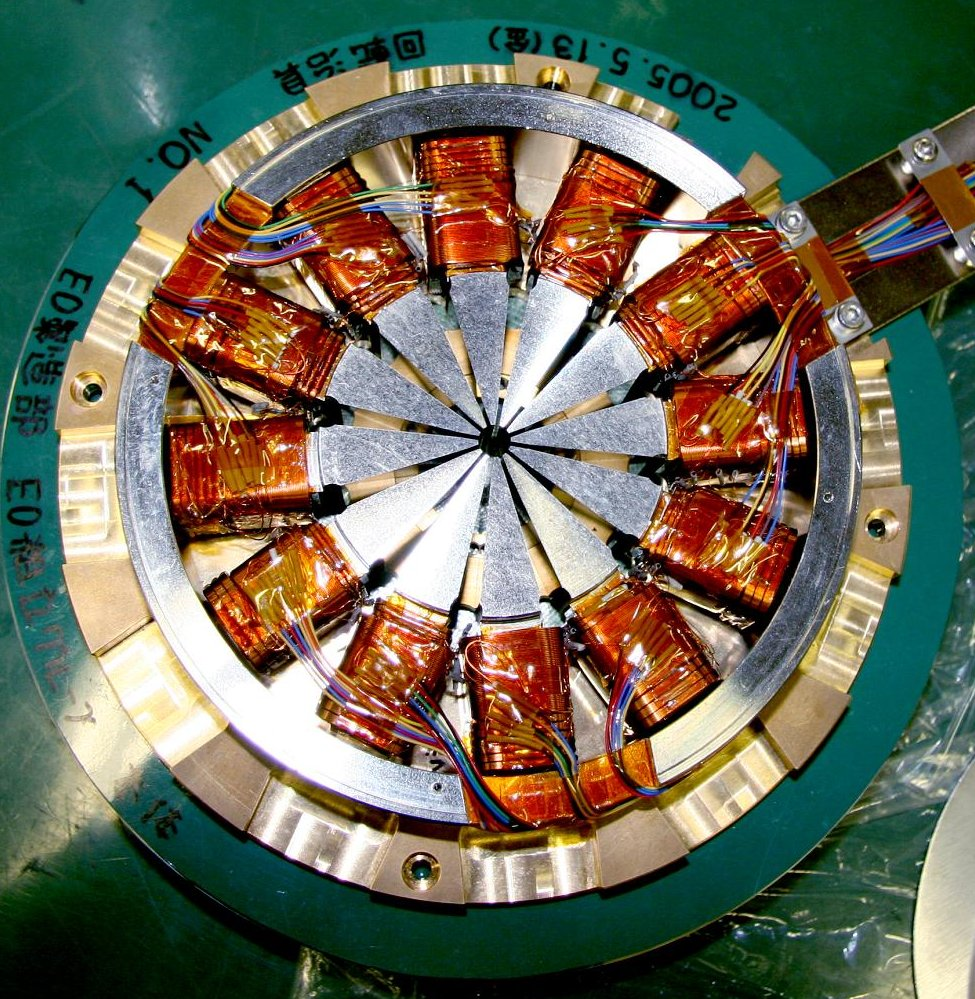
نمای داخلی اصلاح‌کنندهٔ ابیراهی

میکروسکوپ الکترونی عبوری روبشی (مخفف انگلیسی: STEM) نوعی میکروسکوپ الکترونی عبوری (مخفف انگلیسی: TEM) است. در این نوع میکروسکوپ الکترونی همچون میکروسکوپ الکترونی عبوری تصویر با عبور الکترون‌ها از نمونه‌ای با ضخامت کم شکل می‌گیرد، با این تفاوت که بر خلاف TEM، در STEM باریکهٔ الکترونی در نقطه‌ای کوچک (معمولاً با اندازهٔ ۰٫۲ - ۰٫۰۵ نانومتر) متمرکز شده و در حرکتی رفت و برگشتی سطحی مستطیل‌شکل از نمونه را جاروب می‌کند. سامانهٔ هدایت الکترون بگونه‌ای طراحی شده است که در هر نقطه از نمونه باریکهٔ الکترونی به‌طور موازی با محور نوری میکروسکوپ نمونه را می‌روبد. روبش رفت و برگشتی باریکهٔ الکترونی بر سطح نمونه باعث می‌شوند STEM روشی مناسب برای روش‌های تحلیلی مانند تصویربرداری زمینه تاریک با کنتراست متناسب با عدد اتمی توسط حسگر حلقه‌ای (Z-contrast annular dark-field imaging)، نقشه‌گیری طیفی توسط طیف‌سنجی پراش انرژی پرتو ایکس (EDX) یا طیف‌سنجی انرژی از دست رفتهٔ الکترون (EELS) می‌سازد. این سیگنال‌ها می‌توانند به‌طور همزمان دریافت شوند که این خود امکان ارتباط مستقیم بین تصویر و اطلاعات طیفی را فراهم می‌کند.
یک STEM نوعی در حقیقت یک TEM مجهز به عدسی‌های مغناطیسی، حسگرها و نیز مدارهای الکترونیکی‌ای‌ست که امکان تغییر از وضعیت STEM به TEM را فراهم می‌آورد. با این حال میکروسکوپ‌هایی که به‌طور مشخص تنها STEM باشند نیز تولید می‌شوند.
میکروسکوپ الکترونی عبوری روبشی با تفکیک بالا نیاز به محیطی کاملاً پایدار دارد. برای دستیابی به تصویری با تفکیک‌پذیری اتمی در STEM، میزان لرزش، تغییرات دما، میدان‌های مغناطیسی و ارتعاشات صوتی در اتاق میکروسکوپ باید محدود باشد.